# Walter Gartmann

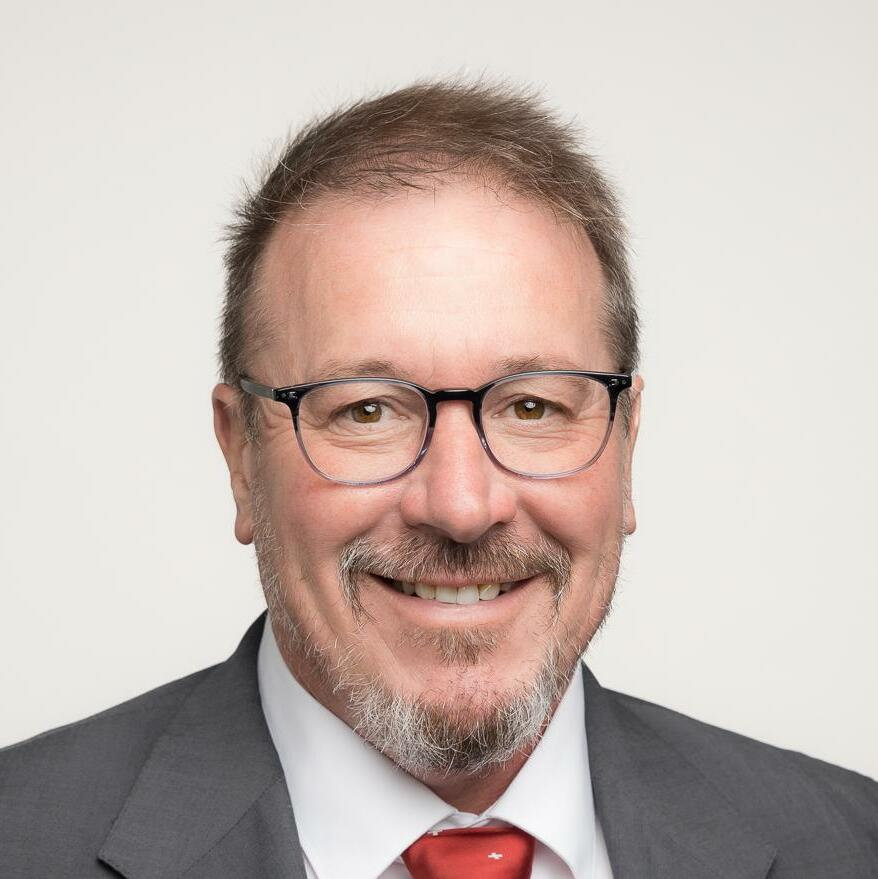
Walter Gartmann (2024)

Walter Gartmann  (* 7. Januar 1969; heimatberechtigt in Valens und Mels) ist ein Schweizer Politiker (SVP). Seit Dezember 2023 gehört er dem Nationalrat an.

## Leben
Walter Gartmann wurde am 7. Januar 1969 geboren und ist in Valens und Mels heimatberechtigt. Nach dem Abschluss der Grundschule absolvierte er eine Lehre als Elektriker und machte sich später als selbstständiger Elektriker in der Region St. Gallen einen Namen. Neben seiner Tätigkeit als Elektriker ist Gartmann Winzer und betreibt nebenberuflich ein kleines Weingut. Gartmann ist verheiratet und Vater von vier Kindern. Er engagiert sich in verschiedenen Vereinen und ist Präsident des Kantonalschützenverbandes St. Gallen, wo er sich für den Schiesssport und die Nachwuchsförderung einsetzt.

### Politische Karriere
Walter Gartmann begann seine politische Laufbahn 2004, als er in den Kantonsrat von St. Gallen gewählt wurde. Während seiner fast 20-jährigen Amtszeit im Kantonsrat setzte er sich gemäss eigenen Angaben besonders für die Interessen der ländlichen Bevölkerung und des Mittelstandes ein. Als Kantonalpräsident der SVP St. Gallen habe er massgeblich zur Stärkung der Partei in der Region beigetragen.
Im Oktober 2023 wurde er in den Nationalrat gewählt, wo er seit dem 4. Dezember 2023 tätig ist. In seiner Rolle als Nationalrat ist er Mitglied der Sicherheitspolitischen Kommission, in der er sich unter anderem für die Verbesserung der Sicherheitslage und den Schutz der Schweizer Bevölkerung einsetzt. Gartmann ist auch Mitglied der Parteileitung der SVP Schweiz und spielt eine aktive Rolle in der nationalen Parteistrategie.

## Politische Karriere
Gartmann ist Kantonalpräsident der SVP St. Gallen und gehört der Parteileitung SVP Schweiz an. Er wurde im Oktober 2023 zum Abgeordneten des Kantons St. Gallen in den Nationalrat gewählt und gehört diesem seit 4. Dezember 2023 an. Im Nationalrat ist er Mitglied der Sicherheitspolitischen Kommission.
Von 2004 bis 2023 war er Mitglied des Kantonsrates St. Gallen.